# José Morais
José Manuel Ferreira de Morais oder kurz José Morais (* 27. Juli 1965 in Lissabon) ist ein portugiesischer Fußballtrainer.

## Karriere
José Morais startete seine Trainerkarriere 2000 mit einer Nachwuchstrainertätigkeit bei Benfica Lissabon. Nach einem Jahr nahm er eine Cheftrainertätigkeit bei Westfalia Herne und anschließend beim Dresdner SC an.
2003 kehrte er in seine Heimat zurück und arbeitete beim FC Porto als Assistenztrainer von José Mourinho. Nachdem Mourinho nach einem Jahr Porto Richtung FC Chelsea verlassen hatte, entschied sich Morais selbst als Cheftrainer weiterzuarbeiten. So trainierte er der Reihe nach CD Santa Clara, Assyriska Föreningen, al-Hazem, die jemenitische Nationalmannschaft und ES de Tunis.
Ab dem Sommer 2008 gehörte er wieder zum Trainerstab von José Mourinho und begleitete diesen bei dessen Stationen Inter Mailand, Real Madrid und FC Chelsea. 2014 entschied er sich erneut als Cheftrainer zu arbeiten und übernahm al-Shabab. Von diesem Verein kehrte er bereits nach wenigen Monaten zurück und arbeitete wieder beim FC Chelsea als Mourinhos Co-Trainer. Nach der Entlassung Mourinhos verließ auch er den Verein.
Zur Rückrunde der Saison 2015/16 übernahm er den türkischen Erstligisten Antalyaspor. Etwa einen Monat nach seiner Einstellung erlitt er vor der Ligapartie gegen Fenerbahçe Istanbul eine Hirnblutung und schwebte kurzzeitig in Lebensgefahr. Mitte Februar 2016 wurde er aus dem Krankenhaus entlassen und nahm nach wenigen Tagen seine Tätigkeit bei Antalyaspor auf. Als Konsequenz eines für die Vereinsführung enttäuschenden Saisonstarts, als Antalyaspor nach sechs Spieltagen mit zwei Unentschieden und vier Niederlagen den letzten Tabellenplatz belegte, wurde Morais entlassen.
Im Oktober 2016 wurde er als neuer Trainer von AEK Athen vorgestellt. Diesen Job war er bereits nach nur ca. drei Monaten im Januar 2017 wieder los, Grund war die anhaltende Erfolglosigkeit der Mannschaft.
Im Februar 2018 wurde Morais neuer Trainer des englischen Zweitligisten FC Barnsley. Bereits im Mai 2018 verließ er den Klub wieder, nachdem er den Abstieg aus der Football League Championship nicht hatte verhindern können.
Im August 2018 wechselte Morais in die Ukraine zu Karpaty Lwiw, wo er die abstiegsgefährdete Mannschaft stabilisierte. Bereits im Januar 2019 erhielt er ein Angebot des südkoreanischen Spitzenclubs Jeonbuk Hyundai Motors, mit dem er dann in den folgenden zwei Jahren jeweils die Meisterschaft und einmal den nationalen Pokal gewann, aber seinen auslaufenden Vertrag nicht verlängerte. 
Im Mai 2021 übernahm Morais bis zum Saisonende als Interimstrainer den saudiarabischen Club Al-Hilal.